# Mönchenhöfe
Mönchenhöfe is een plaats en voormalige gemeente in de Duitse deelstaat Saksen-Anhalt, en maakt deel uit van het district Wittenberg.
Mönchenhöfe telt 164 inwoners.